# Playa Bajada de los Palitos

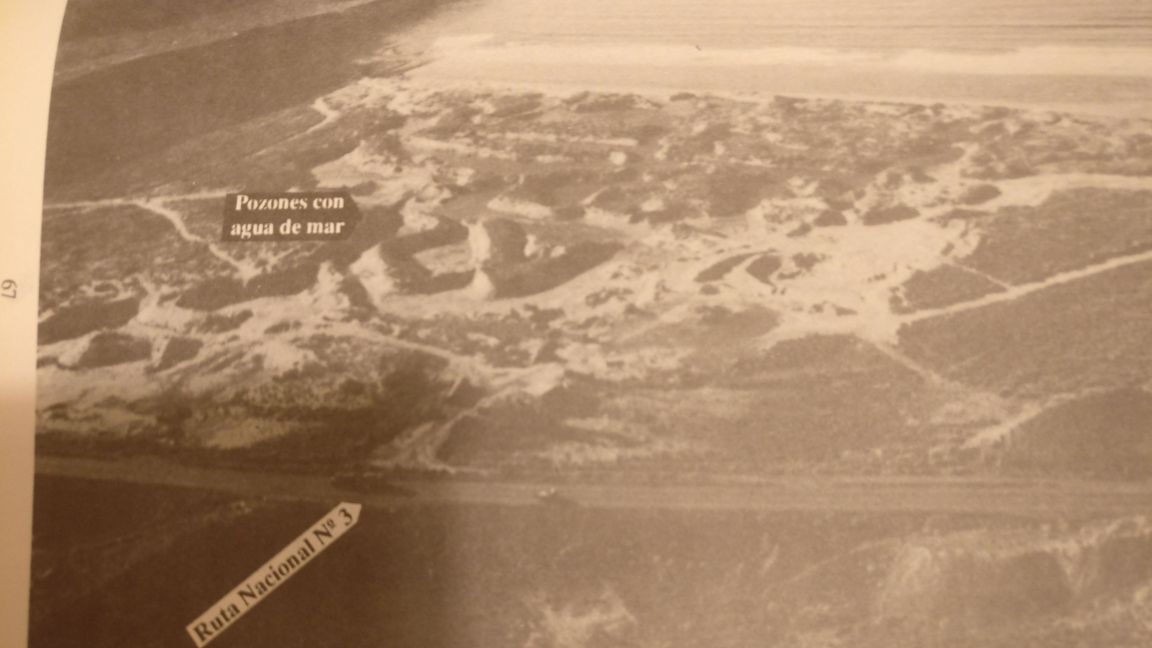
Imagen de la Bajada de los palitos luego de más de 30 años de utilización como cantera de áridos

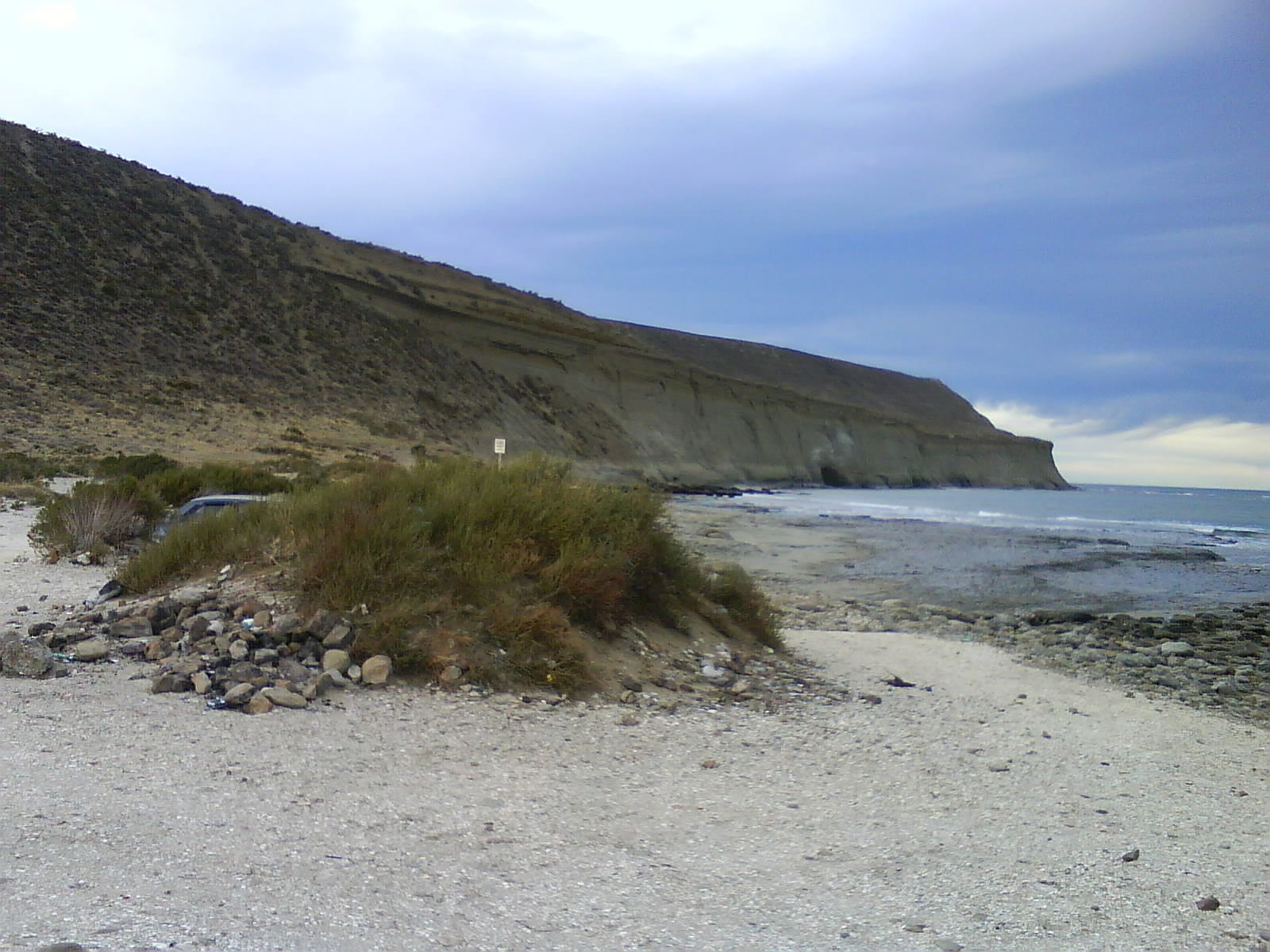
La playa con profunda erosión marina.

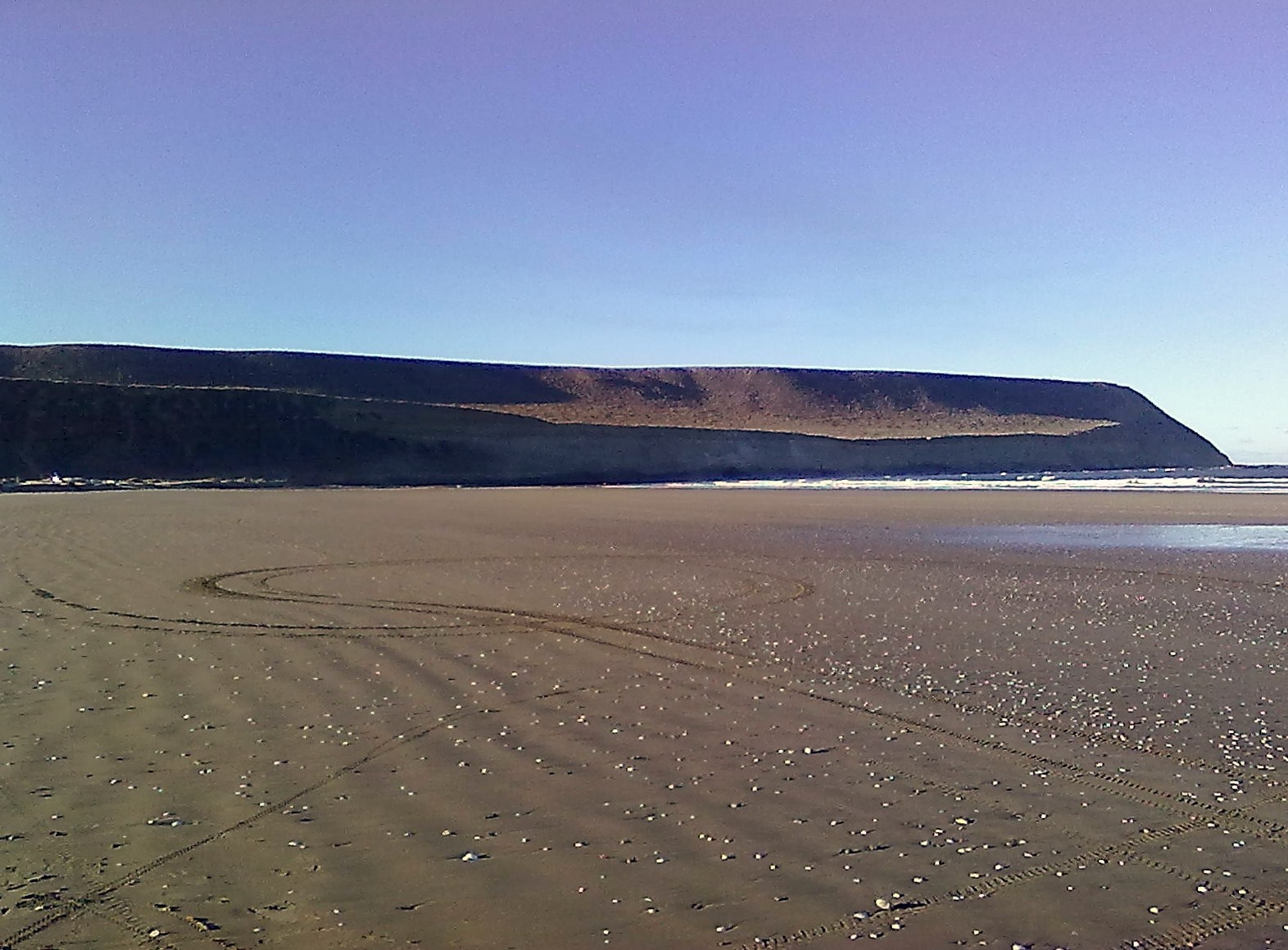
Vista de punta Marqués desde Playa Bonita, lado opuesto a Rada Tilly. Obsérvese la profunda erosión marina que genera grutas.

La Playa Bajada de los Palitos, también conocida como Playa Belvedere o Refugio de Lobos, se encuentra en la Ciudad de Comodoro Rivadavia provincia de Chubut, Argentina. Se localiza a 20 kilómetros aproximadamente del centro de la ciudad en dirección sur y se puede llegar a través de la Ruta Nacional 3. Posee una longitud de 2.030 metros, limita al norte con el balneario de la Ciudad de Rada Tilly, del cual está separada por Punta Marqués. Hacia el sur Punta Delgada la separa de Playa La Herradura. Su localización es en el sur chubutense, más precisamente en la cuenca del Golfo San Jorge.

## Descripción
Esta playa es integrante de un sistema de 7 playas de arena fina. Este sistema se halla en el golfo San Jorge y es de especial importancia, dado que tanto hacia el sur como el norte las demás playas son de ripio o composición similar. Esta playa, junto con sus vecinas que la rodean sufren las limitaciones climáticas como bajas temperaturas fuera de la temporada veraniega y la intensidad de los vientos que suelen azotarlas con velocidades diversas. Estos dos fenómenos naturales suelen cobrarse víctimas, dado que todas las playas cercanas no cuentan con guardavidas o similares servicios de auxilio la mayor parte del año.
La playa es muy concurrida por vecinos de Comodoro Rivadavia y, en verano suele ser muy concurrida para pasar tardes a la luz del sol. Pese a no contar históricamente con servicios de guardavidas desde diciembre de 2017 se brinda un servicio de guardavidas temporario en temporada estival. Estos tienen contacto permanente con el puesto fronterizo provincial Ramón Santos y realizan sus labores con camionetas pertenecientes a la central municipal de guardavidas.En 2024 se gestiona un puesto fijo en playa para asegurar la presencia de guardavidas en una de las playas más concurridas de su tipo.  El proyecto impulsado por el consejo deliberante comodorense prevé potenciar el turismo y la gastronomía en la zona.
En los últimos años por el intenso uso y condiciones climáticas adversas sus caminos de ingresos resultaron muy dañados. Esto hizo muy difícil y riesgosa la visita  a la zona y desde febrero de 2018 la municipalidad de Comodoro y la provincia trabajan en un reacondicionamiento y saneamiento del lugar.
Al estar alejada del entorno urbano, la playa y la zona que la rodea gozan de abundante fauna silvestre. Estos animales como los guanacos y zorros colorados suelen ocasionar problemas a los automovilistas que circulan por la ruta cercana. Además, la zona es peligrosa históricamente para el tránsito; debido a que durante los temporales de viento se desarrollan fuertes ráfagas que culminan en le mar y pueden afectar incluso a los rodados pesados.
Llamativamente, la playa y otras aledañas sufren congelación en los días más fríos del año. Esto se produce una vez que la marea se retira dejando una estela de hielo sobre la arena que cubre el ancho de la misma.

## Problemas ambientales
La playa mantuvo una explotación por año de una cantera de áridos que dejó pozones tierra adentro y dañó su duna en muchos puntos. Hasta el día de hoy su duna continúa en declive por las intensas visitas de bañistas en época estival. Estos al circular con sus vehículos continúan dicha degradación.
La playa sufre contaminación por residuos que son dejados por los visitantes pudiéndose encontrar en la zona mucha basura. Por ello, en febrero de 2018 se empezó con una campaña de limpieza y concientización. 
La actividad de una cantera que operaba esta zona efectuó pozos cernos a la playa que se riegan por lluvias, estos forman lagunas vistosas de baja profundidad. Las lagunas actuales persisten gracias a un sistema de baja permeabilidad o escurrimiento dificultoso; esto al combinarse con una napa de agua subterránea que se encuentra a 5.6 metros de profundad. La urbanización que se está ejecutando tiene previsto unificarlas y crear una laguna estable para uso recreativo. Para ello, se planificó en el frente que da la mar, la reconstrucción de dunas con altura 10.0 m y alrededor de la laguna niveles que pueden variar entre 6.50m y 10.0m en pos de mantenerla estable los niveles de agua frente a las mareas altas y las lluvias que puedan descompensar sus niveles.
Otras de las problemáticas ambientales son la destrucción de flora por actividades recreativas, quema de matas, y vertido de desechos (plásticos, vidrios, latas, cartones, bolsas de nilón) que son dejados por los bañistas visitante. El área no cuenta con servicios de limpieza, control vehicular ni guardavida estable durante el periodo estival.
La playa, como las vecinas, fue escenario del brote de gripe aviar que afecto  a la población de lobos marinos que residen en la zona. La plaga afectó a muchos ejemplares de los cuales muchos murieron en sus costas durante el invierno de 2023.

## Urbanización
La playa está a contados kilómetros de la ciudad de Rada Tilly. Se halla sobre la margen sur de Punta del Marqués. En marea baja se pueden unir ambas localidades a pie con el peligro de la respectiva subida y desmoronamientos del acantilado. Entre 1992 y 1993 se dio la iniciativa de crear un ferrocarril transpatagónico con destino al Pacífico. La proposición evitaba el puerto de Comodoro y pretendía crear un puerto nuevo al sur de Rada Tilly. Este ferrocarril partiría de este puerto hasta Puerto Aysén.
La iniciativa fue discutida ferozmente en Comodoro Rivadavia. Los promotores tenían la intención evitar el tránsito por Cabo de Hornos, particularmente para contenedores. Se llegaron a mostrar planos del puerto incluyendo con facilidades ferroviarias. Su ubicación sería en las bellas playas naturales como esta, Playa La Herradura o Playa los Límites. Esta idea encontró la férrea oposición de los ambientalistas, ya que el puerto era ser muy cerca a la lobería al sur de Rada Tilly. Actualmente, está sin discusión este tema. 
Por esos años, los dueños de las tierras lindantes a la playa  junto a sus socios, proyectaron la construcción de un puerto comercial. La planificación incluía un área de libre comercio para aprovechar el corredor bioceánico que se iba a crear. La iniciativa contaba con el apoyo de organismos privados y estatales, y había sido declarado de interés municipal y provincial. Sin embargo, se vio truncado por la extensión del puerto Antonio Morán y el de Caleta Olivia , en la vecina Santa Cruz. No obstante, la sociedad readecuó el proyecto y, sobre la base del objetivo fundacional, desarrolló la iniciativa de crear una urbanización con perspectivas sostenibles y sustentables. La misma tiene proyectada contar con una laguna interna que aprovecha las depresiones naturales del terreno, para nado y actividades náuticas no motorizadas.
Para 2018 diferentes medios de comunicación dieron a conocer el proyecto de urbanización. El mismo implica un barrio proyectado en etapas, de unas 300 casas unifamiliares de poca superficie individual. Se recalcó el objetivo sustentable del loteo y el respeto por el entorno natural. Contaría con los servicios de agua, luz y gas, que ya cuenta con todas las factibilidades de su construcción. Las casas serían construidas para ser viviendas con energía autosuficiente, gracias a la implantación de paneles solares y aparatos de aprovechamiento eólico. También, se construiría una red cloacal interna a la urbanización, con plantas de tratamiento y generación de aguas grises para ser reutilizadas para riego, con las debidas técnicas de monitoreo. En cuanto al agua se apunta a la independización mediante la utilización de napas subterráneas. 
Por último, con la gestión de residuos se planea la utilización de biodigestores modulares. El proceso se llevaría adelante separando la parte orgánica y también se implementaría una planta de tratamiento para los sólidos.
Se aseguró que la huella de la urbanización sería mínima con aspectos como casas con pilotes, calles que aprovechen las conchillas como ripio, mínimo uso de automóviles en pro de bicicletas y preservación de la flora autóctona. 
Además, se buscaría reconstruir la duna de la playa, actualmente en declive por acción antropomórfica. Para su reconstrucción se dejaría libre una superficie entre los 30 y los 50 metros de ancho, que puede ser mayor cuando se agregue el relleno inicial, para la formación de la playa seca que se irá distribuyendo, con las mareas y el viento, a lo largo de la playa. Este sector de duna de aproximadamente 5 hectáreas estará libre de presencia humana, para su preservación y debida retribución a la ecología del lugar.

### Características
El proyecto incluye:
- lotes unifamiliares de 720m2, con viviendas eficientes de estilo patagónico
- Laguna navegable para embarcaciones no motorizadas
- Plazas para congregación y juegos
- Senderos aeróbicos paisajísticos
- Zona Deportiva con cancha de fútbol, tenis, deportes en mar y laguna.
- Un club con piscina climatizada de mar
- Espacios con vegetación autóctona
- Sector público que prevé hotel, circuito gastronómico, espacio educativo y de investigación ambiental y de costas bajo las consignas generales de preservar los recursos naturales y un sitio de atraque para autoridad naval.[17]

Se enfatizó que la playa seguiría siendo de uso público. Se aseguró un accesos mejorados hacia playa, mediante una calle consolidada desde la ruta 3. No obstante, se destinarían cuatro hectáreas al esparcimiento comunitario, con acceso vehicular hasta la zona de playa, área de estacionamiento a pocos metros, y también un sector preferencial de estacionamiento y descenso adecuado para la accesibilidad de personas con movilidad reducida.

### Controversia
La presentación del proyecto urbanístico los medios generó de inmediato indignación en la opinión pública. Desde el municipio de Comodoro Rivadavia se aseguró que la urbanización no contaba en 2018 con estudio de impacto ambiental, mientras que el intendente de Rada Tilly, Luis Juncos, le hizo llegar una carta al intendente de Comodoro Rivadavia, Carlos Linares, y al Concejo Deliberante manifestando su “profunda preocupación, por el emplazamiento de este proyecto ya que se encuentra en un área protegida resultando esto violatoria de las normas vigentes. 
Los integrantes de la sociedad "Refugio Los Lobos" explicaron que el proyecto abarca 65 hectáreas con el menor impacto ambiental posible. Se afirmó que solo se estaba dando a conocer a los potenciales interesados sin venta de manera directa. Además, esgrimieron que la proximidad de firma de un convenio marco con la Universidad Nacional de la Patagonia. La institución educativa inmediatamente salió a desligarse y decir que no tenía ningún acuerdo con la urbanizadora. En tanto el Grupo de Investigación, Geografía, Acción y Territorio de dicha institución solicitó el estudio de impacto ambiental del Refugio de Los Lobos a la subsecretaría de Ambiente de Comodoro Rivadavia, ante lo que se afirmó la inexistencia del estudio.
La sociedad defendió la urbanización diciendo que tenían un estudio de impacto ambiental y un expediente ante la municipalidad que habilitaba a la urbanización.
La empresa contestó las acusaciones y señaló que el predio se encuentra fuera de la zona de amortiguación del Área Natural Protegida Punta Marqués. Por la distancia de 2,8 kilómetros la urbanización tiene 300 metros más de alejamiento del área que la distancia que hay entre la última casa de Rada Tilly al área protegida. Por último, la urbanizadora garantizó que la playa seguiría siendo pública con mejora del acceso. Mientras que afirmó que si no se interviene hoy, la playa desaparecería por mal uso y de la proliferación de basurales y la erosión es irreversible en la duna a menos que se invierta en la reconstitución de la duna. Para esto se destinará el 60% de la inversión del desarrollo en la restitución del espacio degradado.
En mayo de 2019 la empresa comenzó con las obras con maquinarias. El problema se originó dado que el loteo no presentó estudio de impacto ambiental y no pasó por el procedimiento de evaluación de impacto tanto en Provincia del Chubut como en el Municipio de Comodoro. Además, no contó con cartelería de obra o profesional a cargo, y sin una empresa constructora que responda por las modificaciones que se estaban realizando, ya que las máquinas solo pertenecían a una empresa de alquiler de vehículos. El consejo deliberante ordenó la detención de las obras con actas que no quisieron ser firmadas por los dueños. No obstante, la empresa siguió con los trabajos hasta que fue sumariada por el ministerio de ambiente de Chubut y detuvo los trabajos en 2019. No obstante la urbanizadora  aun continúa con la venta de los terrenos sin contar con la mensura aprobada y con un sumario de provincial. Ergo, las denuncias formales en organismos municipales y provinciales; la comisión de vecinos también organizó videoconferencias en 2020 durante la cuarentena, con profesionales y referentes civiles relacionados al cuidado y protección del medio ambiente, sobre todo a la biodiversidad costera.
La situación de ausencia del estudio de impacto ambiental inexistente desde provincia ameritó a la opinión pública a decir que el acceso público a la playa podría restringirse como sucedió en la vecina playa La Herradura con la instalación del country homónimo. Se registraron manifestaciones  en diferentes medios y presencia de vecinos en el lugar que impidieron los trabajos.  El 6 de noviembre de 2020 una comisión de vecinos presentó una nota en el Concejo Deliberante comodorense, dirigida a los presidentes de cada bloque y al titular del órgano, solicitando se pronuncien a favor de la defensa del Área Natural Protegida Punta del Marqués y su ampliación. El 30 de julio del 2021 en una audiencia  12 horas de una audiencia pública histórica, donde se inscribieron más de 90 personas, entre ellas representantes de la comunidad, de pueblos originarios, 13 profesionales de la UNPSJB y de otras universidades nacionales del país. De los presentes casi el 93% se manifestó en contra del proyecto.
Para el 21 de enero de 2022 la municipalidad a través de la Subsecretaria de Ambiente decidió otorgar el alta ambiental al loteo privado pese a toda la oposición.
Finalmente, para fines de 2022 la obra volvió a ser reactivada. El argumento del titular del loteo fue que el mismo posee un carácter innovador, porque cumple en mitigar los efectos ambientales perversos, sino que además tiene generación positiva de impactos por regeneración de áreas degradadas de la costa de la playa. De este modo, el loteo significa aporte en mejoras ambientales y por las condiciones sobre todo de la accesibilidad pública de la playa que permanecería abierta para la comunidad. Por último se aseguró que la obra generaría 1000 puestos de trabajo.

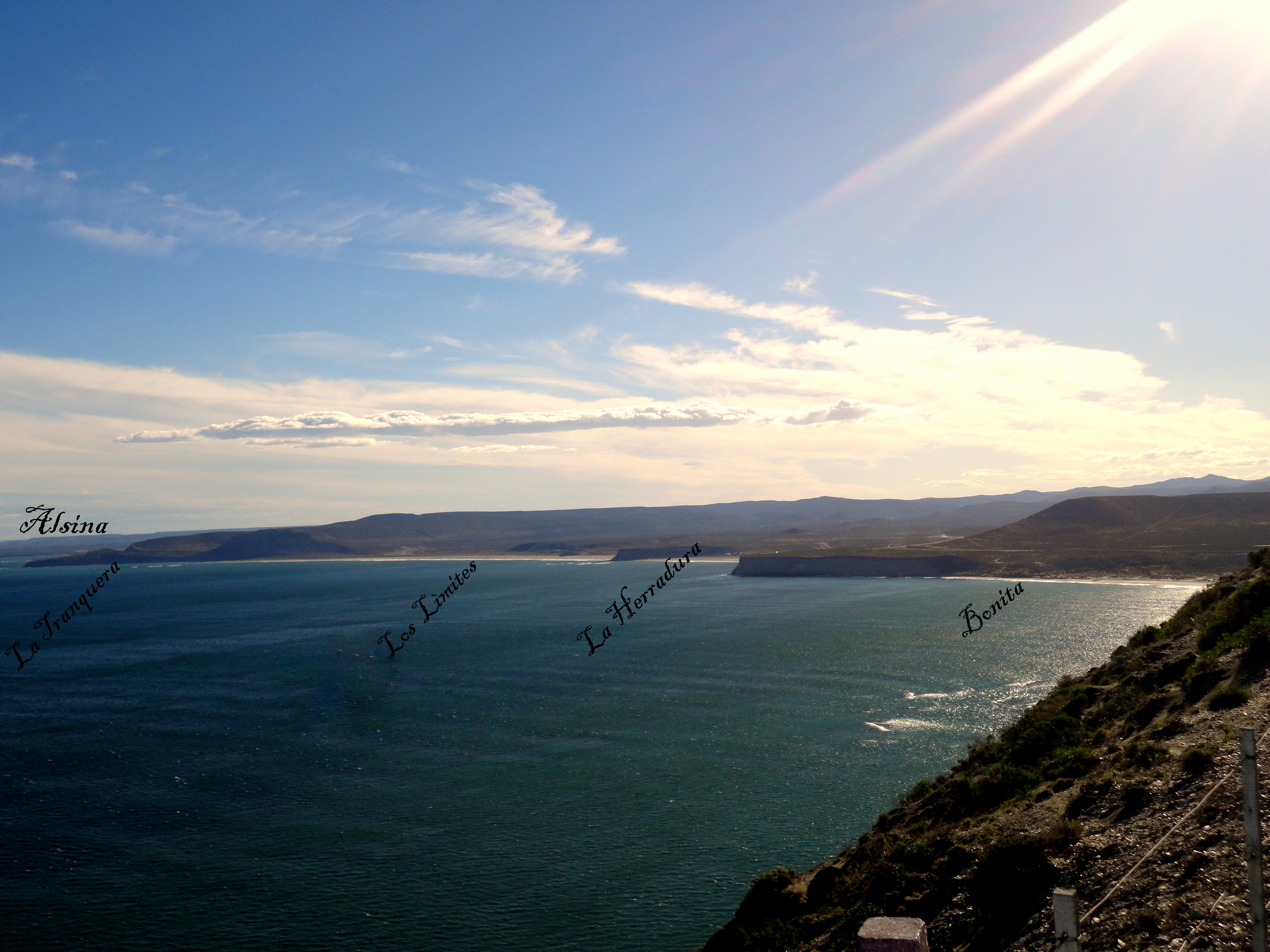
Desde punta del Marqués las playas de arena de los límites